# ソウル・フラワー・アコースティック・パルチザン
ソウル・フラワー・アコースティック・パルチザン（SOUL FLOWER ACOUSTIC PARTISAN）は、2004年から始まった、ソウル・フラワー・ユニオンの地方巡業用アコースティック・ユニット。

## 略歴
2004年、ソウル・フラワー・ユニオンの中川敬を中心に、日本全国を地方巡業するための身軽なソウル・フラワーのアコースティック・ユニットとして始まった。
当初は、中川敬（ヴォーカル、アコースティック・ギター、三線）、奥野真哉（ピアノ、アコーディオン）、JIGEN（ベース）の三人であったが、2005年にはTEX & Sun Flower Seedの佐藤けんじ（パーカッション）を加えたツアーも行なっている。
2006年以降は、ソウル・フラワーの盟友リクオ（ピアノ、ヴォーカル、アコーディオン）が加入し、中川・リクオ・奥野（あるいは、ギタリスト高木克）の三人編成で、全国各地のライヴ・ハウス、ロック・フェスに出没している。
ライヴ・レパートリーはソウル・フラワー・ユニオン、リクオ、ソウル・フラワー・モノノケ・サミットのアコースティックな代表曲が中心になっており、ソウル・フラワー・アコースティック・パルチザン名義のアルバムはいまだ発表されていない（DVD『ライヴ辺野古』の特典映像に、2007年12月27日の神戸長田神社でのソウル・フラワー・アコースティック・パルチザンの「辺野古節」が収録されている）。